# ヘンリー・ド・バーグ (初代クランリカード侯爵)

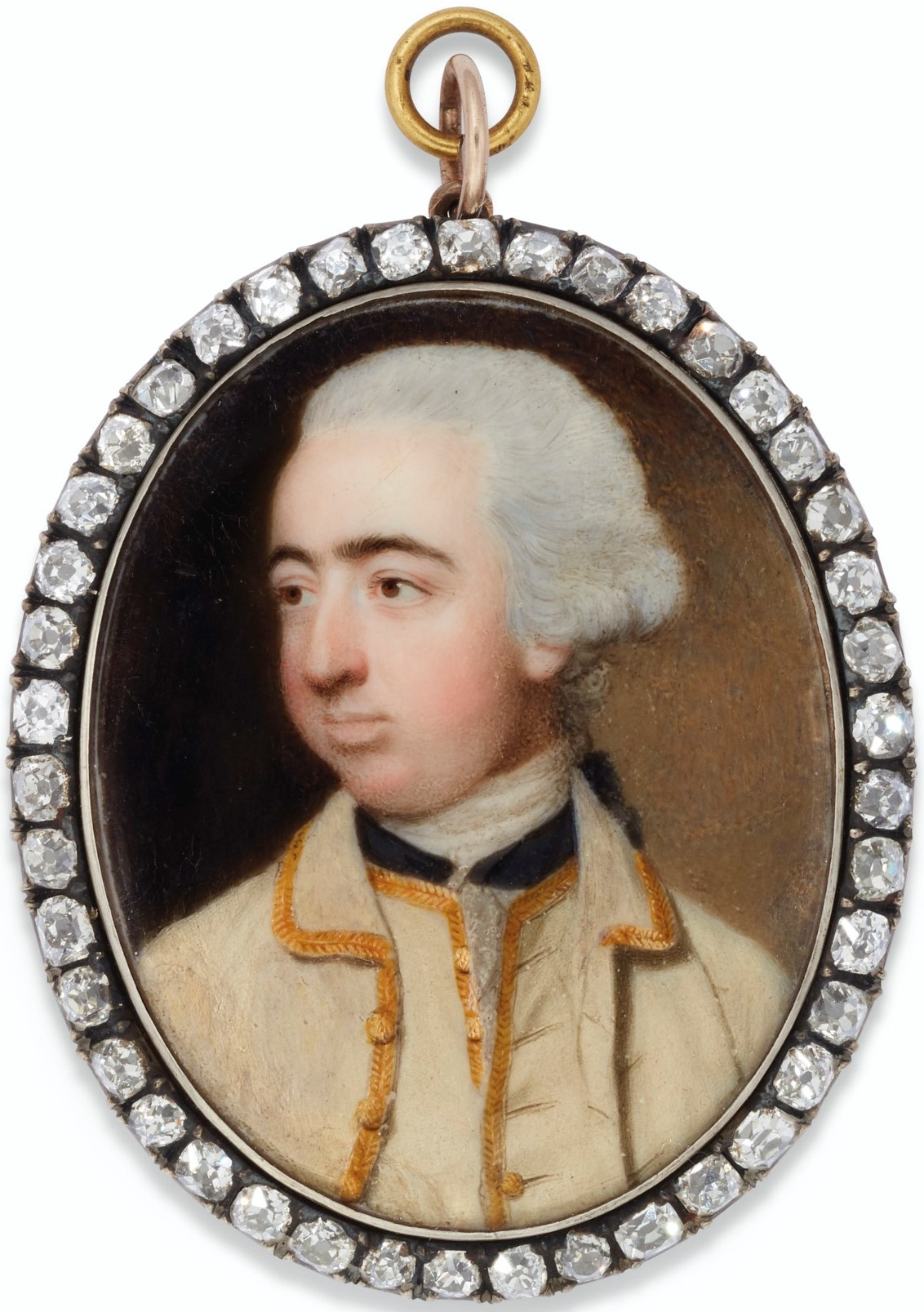
初代クランリカード侯爵

初代クランリカード侯爵ヘンリー・ド・バーグ（英語: Henry de Burgh, 1st Marquess of Clanricarde KP PC (Ire)、1743年1月8日 – 1797年12月8日）は、アイルランド王国の貴族、政治家。ダンケリン卿の儀礼称号を使用した。

## 生涯
第11代クランリカード伯爵ジョン・スミス・ボーク（1752年に姓をド・バーグに改める）とヘスター・アメリア・ヴィンセント（Hester Amelia Vincent、1803年12月29日没、第6代準男爵サー・ヘンリー・ヴィンセントの娘）の息子として、1743年1月8日に生まれ、2月9日にケンジントンで洗礼を受けた。
1768年7月、ゴールウェイ・カウンティ選挙区でアイルランド庶民院議員に当選したが、同年12月に当選無効が宣告された。
1782年4月21日に父が死去すると、クランリカード伯爵位を継承、同年5月27日にアイルランド貴族院議員に就任した。同年にゴールウェイ県総督に任命された後、1783年2月5日に聖パトリック勲章を授与され、聖パトリック騎士団最初の団員15名のうちの1名となった。さらに同年3月6日にアイルランド枢密院の枢密顧問官に任命された。
1789年8月17日、アイルランド貴族であるクランリカード侯爵に叙された。この時点ではアイルランド貴族における侯爵位はリンスター公爵家の従属爵位であるキルデア侯爵しか存在しなかった。その後、1792年にゴールウェイ県首席治安判事に任命された。
1797年12月8日にポータムナ城で死去、ゴールウェイ県アサンライで埋葬された。息子がおらずクランリカード侯爵位は廃絶、クランリカード伯爵位は弟ジョン・トマスが継承した。

## 家族
1785年3月17日、ユラニア・アン・ポーレット（Urania Anne Paulet、1767年頃 – 1843年12月27日、第12代ウィンチェスター侯爵ジョージ・ポーレットの娘）と結婚した。